# خنفساء محرقة
خنفساء مُحْرِقَة Blister beetle وهو الاسم الشائع لها بالغة الإنجليزية حشرة تنتمي إلى رتبة coleoptera من عائلة خنفساء تعد ما يقارب 2500نوع معروفة ومنتشرة حول العالم لها ألوان متعددة بين الأسود والأخضر والمنقط بعضها لها ألوان براقة تحذر المفترسين من التهامها بسبب إفرازاتها السامة.